# Neuwied (district)
Districtul Neuwied este un district rural (în germană Landkreis) din landul Renania-Palatinat, Germania.